# 복희 누나
《복희 누나》는 2년 반 만에 부활되는 한국방송공사 TV소설로 2011년 11월 7일부터 2012년 5월 4일까지 방영되었으며 2012년 3월 12일 방송분에서 4월 11일이란 날짜와 '쥐를 잡자'란 문구가 적혀있는 포스터가 등장하여 "특정 정치적인 메시지가 담긴 것이 아니냐"는 의견이 제기됐다.

## 개요
1960년 ~ 1970년대를 배경으로 여주인공 복희가 역경을 딛고 성공하는 과정을 담은 드라마다

## 등장인물

### 주요 인물
- 장미인애 : 한복희 역 (아역 정지인)

이 드라마의 주인공으로 양조장에서 궂은 일을 도맡아 하고 있으며 어려운 환경속에서 역경을 딛고 일어서는 당찬 소녀다. 5살 때 부모의 이혼으로 어머니와 헤어진 뒤 아버지마저 탄광사고로 죽자 이복남동생인 복남을 데리고 친어머니를 찾아 덕천 양조장으로 들어온다. 꿈에 그리던 어머니를 만났지만 재가한 어머니에게 행여 해가 될까봐 이모라고 부른다. 하지만 결국 자신의 정체가 밝혀지고 이복남동생 복남마저 고아원으로 가버리자 서울로 떠난다.
- 류태준 : 강준모 역

학생운동을 하다 다친 몸을 추스려 덕천(전라북도 진안군 덕천면(現 전라북도 정읍시 덕천면))에 내려와 아이들을 가르치는 임시교사이다. 수업을 하던 중 아이를 업고 복도에서 기웃거리는 복희를 처음 보았고 복희의 눈에서 열정을 발견한 이후부터 학력을 쌓을 수 있게 도와준다.
- 최창엽 : 한복남(홍도진) 역 (아역 인지원)

복희의 이복남동생. 평소에도 술집 작부였던 친엄마보다 자신을 아끼고 챙겨주는 복희를 엄마처럼 따랐다. 친엄마가 남자와 함께 야반도주하자 복희를 따라 덕천으로 들어온다. 양조장에 며칠간 신세를 지지만 병만의 어머니인 최간난에 의해 고아원으로 보내졌으며, 20년 후 홍도진이라는 이름으로 다시 복희를 찾아온다.

### 송병만 가족
- 김유리 : 송금주 역 (아역 서지승)

병만의 큰딸. 빼어난 미모를 타고났지만 할머니인 최간난을 빼닮아 괴팍한 성격을 가지고 있다. 병만과 재혼한 정애를 어머니로 보지 않고 반항을 일삼는 말괄량이이다.
- 서해림 : 송은주 역 (아역 김유리)

병만의 막내딸. 항상 아팠던 기억이 있는 생모에게서 받지 못한 사랑을 정애에게서 받자 정애를 친엄마처럼 따른다. 훗날 정애의 친딸 복희가 찾아오자 참을 수 없는 피해의식을 느끼게 되면서 복희를 경계한다.
- 김지영 : 최간난 역

병만의 어머니이자 3남매의 할머니. 하나뿐인 아들 병만이 중년에 상처(喪妻)하고 나이가 많은 정애와 재혼하자 더욱더 엄격하게 집안을 다스린다.
- 이효정 : 송병만 역

3남매의 아버지. 교육자의 꿈을 꾸었으나 부친이 갑자기 세상을 떠나버리는 바람에 복학을 포기하고 덕천으로 내려와서 가업을 계승한 덕천양조장의 사장이다. 3남매를 두고 아내가 죽자 아이들에게 좋은 엄마가 되어줄 수 있는 정애와 재혼한다.
- 견미리 : 윤정애 역

복희의 친어머니. 덕천 양조장에 재가해 들어와 3남매의 어머니 노릇을 하고 있지만 항상 사북(강원도 정선군 사북읍)에 두고 온 딸 복희 생각에 하루도 마음 편히 자본 적이 없다. 시어머니 최간난의 구박과 병만의 큰딸 금주의 반항에도 힘들다는 소리를 하지 않고 묵묵히 양조장 살림을 꾸려나가는 현모양처다.
- 육동일 : 송태주 역 (아역 김기현)

병만의 하나뿐인 아들로 덕천양조장의 3대독자. 어릴 때 앓은 열병의 후유증으로 인해 정신적으로 미성숙한 단계에 머물러 있으며, 누군가의 도움 없이는 일상생활이 불가능한 장애를 가졌지만 술에 대한 특별한 감각의 소유자다.
- 채민희 : 송미자 역

병만의 여동생으로 최간난의 딸이자 3남매의 고모. 아버지도 모르고 자랐으며 집안 식구들의 반대를 무릅쓰고 건달 양말구에게 속아서 결혼한다.
- 배동성 : 양말구 역
- 박성희 : 분옥 역

송태주의 아내. 집안 형편이 어려워서 어쩔 수 없이 태주와 결혼했다.

### 양조장 사람들
- 김나운 : 최점례 역
- 임승대 : 배달봉 역
- 최우석 : 지영표 역 (아역 곽정욱)

### 자애병원 사람들
- 김시온 : 김민수 역 (아역 이지오)

머리가 뛰어나 한번도 1등을 놓쳐본 적이 없는 자애병원 집의 외아들이다. 항상 어려운 사람들을 도와줘야 한다는 삼촌 준모의 말을 잘 듣는다.
- 한정국 : 김진국 역

덕천 양조장의 일꾼이었던 부친이 갑자기 세상을 떠나버린 후 송병만 부친의 도움을 받아 학업을 마치고 의사가 되어 고향에 내려온 자애병원의 원장이다.
- 권경하 : 강인숙 역

준모의 누나. 남편인 김진국을 도와서 자애병원의 간호업무를 보고 있다.

### 영미사 사람들
- 서승만 : 권용술 역
- 김선은 : 고봉수 역
- 김현아 : 차필순 역
- 박희은 : 공옥자 역
- 김선영 : 서운 역
- 양수진 : 김순금 역

### 그 외 인물
- 이제인 : 이은영 역

강준모의 아내이자 준영이의 엄마. 결핵을 앓고 있었으며 회복 중에 다시 결핵이 재발되자 회복하지 못하고 세상을 떠난다.
- 조선형 : 홍백구 역

사채업자, 영미사를 도와주며 복희와 거래를 하였다. 복희에게 관심이 많으며 좋아한다.
- 오타니 료헤이 : 백태웅 역

송금주의 남편.
- 김기연 : 나죽자 역

자애병원 간호사.
- 이태식

## 연장
- 복희 누나 방영 분량이 120부작에서 10회 연장되어 130부작으로 변경.확정되었다.

## 참고 사항
- 작가 이금림은 2006년 이후[2] 5년 만에 본격적으로 집필 활동을 재개했다.

## 같이 보기
- 한국방송공사